# Грихальва, Хуан де
Хуа́н де Гриха́льва (исп. Juan de Grijalva; ок. 1489, Куэльяр — 21 января 1527 года, Никарагуа) — один из первых испанских конкистадоров. Экспедиция Грихальвы, во время которой он открыл Мексику, описана в книге Берналя Диаса «Подлинная история завоевания Новой Испании».
Родился в Старой Кастилии. Участвовал в экспедиции своего дяди Диего Веласкеса в Америку (в 1508 году прибыл на Эспаньолу, в 1511 году на Кубу). Веласкес поручил Грихальве начальство над экспедицией, снаряженной в апреле 1518 году с целью завязать торговые отношения с открытыми Франсиско де Кордовой землями (Юкатаном). В экспедиции приняло участие от 170 до 300 человек, среди них были Франсиско де Монтехо, Педро де Альварадо, Хуан Диас, Алонсо де Авила, Алонсо Эрнандес и другие.
Продолжая из Юкатана путь вдоль берега на запад, Грихальва достиг берегов Мексики, которую назвал Nueva España (Новая Испания). Он открыл устье реки Табаско, нижнее течение которой часто называется по его имени Рио-Грихальва, а далее, при устье Рио-Бланко, встретился с уполномоченными императора ацтеков, до которого уже дошли сведения о появившихся у берегов Мексики испанцах. Грихальва расстался с ними очень дружелюбно, выторговав у индейцев много драгоценных камней и золота, и отправил одного из своих спутников для извещения Веласкеса о своих открытиях, после чего продолжил путь.
От устья реки Ятаспы или Рио-де-Сан-Паоло-и-Педро он повернул обратно и прибыл после 6-месячного плавания на Кубу. Новая экспедиция в открытую Грихальвой страну была поручена Эрнану Кортесу, к которому таким образом перешла вся слава открытий Грихальвы. После покорения Центральной Америки он поселился в Никарагуа и вскоре был убит во время восстания туземцев.